# Wormaldia longicerca
Wormaldia longicerca là một loài Trichoptera trong họ Philopotamidae. Chúng phân bố ở miền Cổ bắc.